# Université de Vérone
L'université de Vérone (en italien : Università degli studi di Verona) est une université italienne, à Vérone.

## Personnalités liées à l'université

### Professeurs
- Franco Borruto, professeur de gynécologie et obstétrique.